# Styre

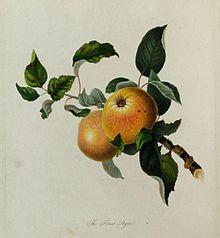
Dessin Pomme Styre

La Styre, ou Stire, est une ancienne variété de pomme à cidre anglaise qui était autrefois répandue dans la forêt de Dean. On la considère comme disparue.

## Caractéristiques
La Styre est, ou était, un petit fruit, avec une peau pâle et des taches rouges, sur le côté exposé au soleil. Les fruits sont portés sur des branches assez courtes. Elle faisait, a priori, partie des variétés de pommes Bittersharp, utilisées pour la production de cidre, grâce à leur teneur en tannins et acides. 
La chaire deviendrait cependant plus sucrée et comestible, presque comme du miel, après conservation.